# Onthophagus plato
Onthophagus plato är en skalbaggsart som beskrevs av Bates 1888. Onthophagus plato ingår i släktet Onthophagus och familjen bladhorningar. Inga underarter finns listade i Catalogue of Life.